# 양정 (삼국지)
양정(楊定, ? ~ ?)은 중국 후한 말의 장군으로 자는 정수(整修)이며 양주(涼州) 사람이다. 장안을 나와 동쪽으로 가는 헌제를 호위하다가 도중에 이탈하였다.

## 생애

### 격동의 장안
동탁의 부곡장(部曲將)이었다. 192년(초평 3년), 동탁이 왕윤·여포 무리에게 주살당했다. 홍농군 섬현(陝縣)에 주둔하던 우보도 죽었다. 그 휘하 이각, 곽사, 장제 등은 사면이 거부당하자 군사를 일으켰다. 왕윤은 온화한 표정도 짓지 않고 호진과 양정더러 “관동의 쥐 같은 새끼들이 뭘 하려는 건가? 경들이 가 타일러 불러오시오.”라 하였다. 호진과 양정은 평소 왕윤과의 사이가 나빴기에 그들에게 합류하였다. 결국 이각 등은 장안을 함락하고 정권을 장악하였다.
194년(흥평 원년), 진남장군(鎭南將軍)에서 안서장군(安西將軍)으로 옮기고 삼공처럼 개부하였다. 195년, 이각과 곽사 간에 내전이 터졌다. 양정은 이각에게 살해당할까 두려워 곽사와 모의해 헌제를 곽사의 진영으로 들이려 하였다. 이각이 이를 알고는 선수를 쳐 헌제를 데려갔다. 6월(음력, 이하 모두 음력), 계속된 내전으로 만여 명이 죽어나갔다. 장제가 이각과 곽사를 화해시키는 동시에 헌제를 홍농에 모시자고 제안하였다. 헌제도 거듭 간청하므로 이각이 허락하였다.

### 황제 근위
7월, 곽사가 거기장군에, 양정이 후장군에, 양봉이 흥의장군(興義將軍)에, 동승이 안집장군(安集將軍)에 임명되어 헌제를 호위하였다. 장제는 표기장군이 되어 먼저 섬현으로 돌아갔다. 8월, 경조윤 신풍현(新豊縣)을 지나는데 곽사가 헌제를 우부풍 미현(郿縣)으로 빼돌리려했다. 양봉, 동승과 함께 이를 저지하니 곽사가 신변에 위험을 느끼고 대열에서 이탈하였다. 10월, 곽사의 부하 오습, 하육(夏育), 고석(高碩)이 불을 지르며 다시 헌제를 데려가려 하는 것도 격파하고 홍농군 화음현(華陰縣)에 이르렀다.

### 단외와의 사적 감정
그곳에 주둔하던 영집장군(寧輯將軍) 단외가 여러 물품을 제공하며 헌제를 자신의 영으로 맞이하려 하였다. 다만 단외는 양정과의 사이가 좋지 않았던 탓에 혹시 변고가 생길지 몰라 말에서 내리지 않고 읍했다. 양정과 친했던 시중(侍中) 충집이 이를 빌미로 ‘단외가 역심을 품었다’고 모함하였다. 반면에 태위 양표, 사도 조온, 시중 유애(劉艾), 상서(尙書) 양소(梁紹) 등은 죽어도 그럴 리 없다고 하였다. 동승과 양정이 홍농독우(弘農督郵)까지 위협해 ‘곽사군이 단외의 진영에 들어갔다’고 거짓말을 함으로써 헌제는 노숙을 하였다.
양봉, 동승, 양정은 단외를 치고자 충집과 좌령으로 하여금 황제의 조서를 청하게 했다. 헌제는 한밤이 되도록 거부했으나 양봉 등은 전투를 시작했다. 십여 일을 교전했는데도 단외는 헌제에 대한 지원을 지속할 정도로 다른 뜻이 없었다. 결국 헌제가 공격을 중지시켰다. 한편 헌제를 보내준 것을 후회하던 이각과 곽사는 단외를 구한다는 구실로 추격을 개시하였다. 양정은 경조윤 남전현(藍田縣)으로 도망가려다 곽사한테 막혀 형주로 피신하였다. 이후의 행적은 기록이 없어 알 수 없다.

## 삼국지연의
사서가 아닌 소설 《삼국지연의》에는 등장하지 않는다.

## 참고 문헌
- 《후한서》72권 열전 제62 동탁전
- 원굉(袁宏), 《후한기》28권